# Актау (Таскалинский район)
Акта́у (каз. Ақтау, до 199? — Паника) — село в Таскалинском районе Западно-Казахстанской области Казахстана. Административный центр Актауского сельского округа. Находится примерно в 14 км к юго-западу от районного центра, села Таскала. Код КАТО — 276033100.
В селе работают средняя школа, дом культуры, медицинский пункт и библиотека.

## География
Рядом с селом расположены гора Актау (103 м) из белой горной породы и родниковый источник Акбулак (Белый). Климат резко континентальный. В течение всего года дуют сильные ветры, летом часты суховеи. Средняя температура января до −14, а июля до +25.

## Экономика
В 1966 году на базе 4-го отделения совхоза имени Ленина в селе был создан зерносовхоз «Красный Маяк», который просуществовал до конца 90-х годов. Первым директором совхоза был назначен Умирзаков Тохсит. При образовании нового совхоза все население близлежащего села Кулаково (3 км) было переселено в Актау.
В настоящее время[когда?]

 в Актауском сельском округе работает более 40 крестьянских хозяйств. В здании бывшей конторы совхоза расположено ателье.

## Население
В 1999 году население села составляло 1374 человека (667 мужчин и 707 женщин). По данным переписи 2009 года, в селе проживали 1082 человека (531 мужчина и 551 женщина).

### Известные жители
- Макаш Жусупов — Герой Социалистического Труда